# Mads Clausen
Mads Clausen (født 21. oktober 1905 i Elsmark, Havnbjerg Sogn, død 27. august 1966 smst) var en dansk ingeniør og fabrikant. Han grundlagde Danfoss i 1933.
Mads Clausen var søn af gårdejer Jørgen Clausen (1875-1949) og Maren, f. Frederiksen (1878-1948) Elsmark.

## Liv og karriere
Efter endt realeksamen i Sønderborg blev han i 1927 ingeniør fra Odense Teknikum og arbejdede herefter bl.a. for Brdr. Gram i Vojens, Silkeborg Maskinfabrik og Thrige i Odense.
Mads Clausen blev den 13. maj 1939 i Haderslev gift med Dorothea Emma Andkjær, født Hinrichsen (" kendt som Bitten Clausen") (20. oktober 1912 i Haderslev - 7. marts 2016). De fik fem børn: Karin Clausen (1940), Bente Clausen (1942), Jørgen Mads Clausen (1948), Peter Johan Mads Clausen (1949) og Henrik Mads Clausen (1953). Bitten Clausen var efter Mads Clausens død i 1966 bestyrelsesformand indtil 1971 og herefter indtil 1988 næstformand.
I 1961 blev Danfoss omdannet til et aktieselskab med "Fabrikant Mads Clausens Fond" som hovedaktionær og Mads Clausen som ledende direktør.
Mads Clausen fortjeneste var først og fremmest skabelsen af verdensfirmaet Danfoss, men han er i Sønderjylland også anerkendt for, at han ikke valgte at flytte hovedfabrikken væk fra Nordals.
Han blev Ridder af Dannebrogordenen (1954) og senere Ridder af 1. grad (1959), medlem af tilsynsrådet og næstformand i delegationen for Handelsbanken i Sønderborg fra 1951, medlem af bestyrelsen for Forsikringsaktieselskabet Normannia fra 1951 og af repræsentantskabet for Foreningen af Fabrikanter i Jernindustrien i Provinserne fra 1954, medlem af Industrirådet fra 1955. af Akademiet for de tekniske Videnskaber fra 1955 og af bestyrelsen for Als Motor A/S fra 1956.
Mads Clausen er begravet på Havnbjerg Kirkegård.

## Grundlæggelsen af Danfoss
Krisen i 1930-erne med deraf følgende toldrestriktioner og importforbud gjorde, at Mads Clausen 1933 så muligheden for selv at begynde en produktion af automatiske ventiler til køleanlæg, som ellers kun blev fremstillet i USA. Oprindeligt hed Mads Clausens firma "Dansk Køleautomatik og Apparat-Fabrik", som fra 1946 blev til "Danfoss". I 1951 grundlagdes det store fabriksanlæg i Elsmark. Fra 1950'erne udviklede Danfoss sig til Europas største fabrik for køle- og varmeanlæg.
Mads Clausens personlighed og talent som iværksætter var et vigtigt led i firmaets hurtige fremgang. Han talte med alle medarbejdere uden hensyn til deres rang og sørgede også for de ansatte uden for arbejdstiden. F.eks. at medarbejderne kunne bo i billige boliger i nærheden af hans virksomhed, og at de kunne deltage i kultur- og fritidsaktiviteter. Han forstod også hurtigt, at stabil vækst og beskæftigelse kun kunne opnås gennem eksport til markeder uden for Danmark. Danfoss udvidede således sine aktiviteter, i første omgang med en licensfabrik i Altona 1934 og i Mjølby, Sverige 1942, dernæst i form af en filial i Buenos Aires, Argentina 1948. Han stiftede Danfoss-Werner Kuster A/G i Basel 1951, oprettede filial i Toronto og London 1951 og i Paris 1952.
Sønnen Jørgen Mads Clausen er siden 1996 administrerende direktør for Danfoss.

## Antal medarbejdere
| År   | Antal medarbejdere |
| ---- | ------------------ |
| 1933 | 1                  |
| 1935 | 4                  |
| 1939 | 26                 |
| 1943 | 179                |
| 1947 | 316                |
| 1951 | 764                |
| 1955 | 2321               |
| 1958 | 3000               |
| 1965 | 5200               |

## Mads Clausens Fond
Fabrikant Mads Clausens Fond blev stiftet i 1960 af Mads Clausen med det formål at yde almenvelgørende økonomisk støtte til:
- Uddannelses- og forskningsøjemed til videnskabelige institutioner, skoler, kollegier og biblioteker m.v.
- Fremme af dansk kulturel virksomhed i ind- eller udland
- Velgørende foreninger og institutioner
- Andre almennyttige formål efter bestyrelsens skøn

Fondens formue er skabt af tilskud fra Mads Clausen og senere med tilskud fra Danfoss og Bitten og Mads Clausens Fond.